# Biddy Early
Biddy Early (* 1798 als Bridget Ellen Connors in Faha Montain; † 1874) war eine traditionelle irische Heilerin, die der Hexerei beschuldigt wurde.

## Kindheit
Biddy Early sprach Irisch und Englisch. Sie lernte von ihrer Mutter Rezepte für Heilmittel kennen. Als sie gerade 16 Jahre alt war, verstarb ihre Mutter, sechs Monate später auch ihr Vater, worauf sie ihr Elternhaus verlassen musste. Über diese Zeit in ihrem Leben ist wenig bekannt.

## Leben als Erwachsene
Im Armenhaus traf sie ihren ersten Mann, Pat Malley. Dieser hatte schon einen Sohn und sie gebar ihm noch einen Sohn, den sie Paddy nannten. Early begann Anerkennung für ihre Heilkräfte zu erhalten. Für ihre Heilmittel soll sie kein Geld erhalten haben, sondern Whiskey, der in dieser Zeit ein allgemein anerkanntes Zahlungsmittel war. Pat Malley verstarb fünf Jahre nach der Hochzeit auf Grund der Nebenwirkungen des minderwertigen Whiskeys und des illegal destillierten Poitins. Sie heiratete kurz danach ihren Stiefsohn John Malley, doch auch dieser starb an einer Leberkrankheit. Early heiratete ein drittes Mal – einen jüngeren Mann namens Tom Flannery.
1865 wurde sie der Hexerei nach dem Gesetz von 1586 angeklagt und vor ein Gericht in Ennis gebracht. Die Wenigen, die vorher zugestimmt hatten gegen sie auszusagen, zogen sich zurück und sie wurde auf Grund mangelnder Beweise freigesprochen.
1869 starb Tom. 1869 heiratete sie Thomas Meaney im Tausch gegen ein Heilmittel. Sie war um die 70, er um die 30, aber trotzdem überlebte sie ihn. Sie lebten zusammen in ihrem Häuschen in Kilbarron, wo er innerhalb eines Jahres nach der Hochzeit aufgrund seines Alkoholkonsums starb. Im April 1874 starb sie ebenfalls.
Die letzten Menschen, die persönlichen Kontakt mit Early hatten, starben in den 1950er Jahren. Die Geschichten wurden durch die starke mündliche Tradition von Erzählungen an der Westküste Irlands überliefert. Lady Gregory trug 20 Jahre nach Earlys Tod eine große Menge an gesammelten Geschichten zusammen. Meda Ryan und Edmund Lenihan sprachen mit vielen Leuten, deren Eltern oder Großeltern mit Early Kontakt hatten.